# Schinnen (gemeente)

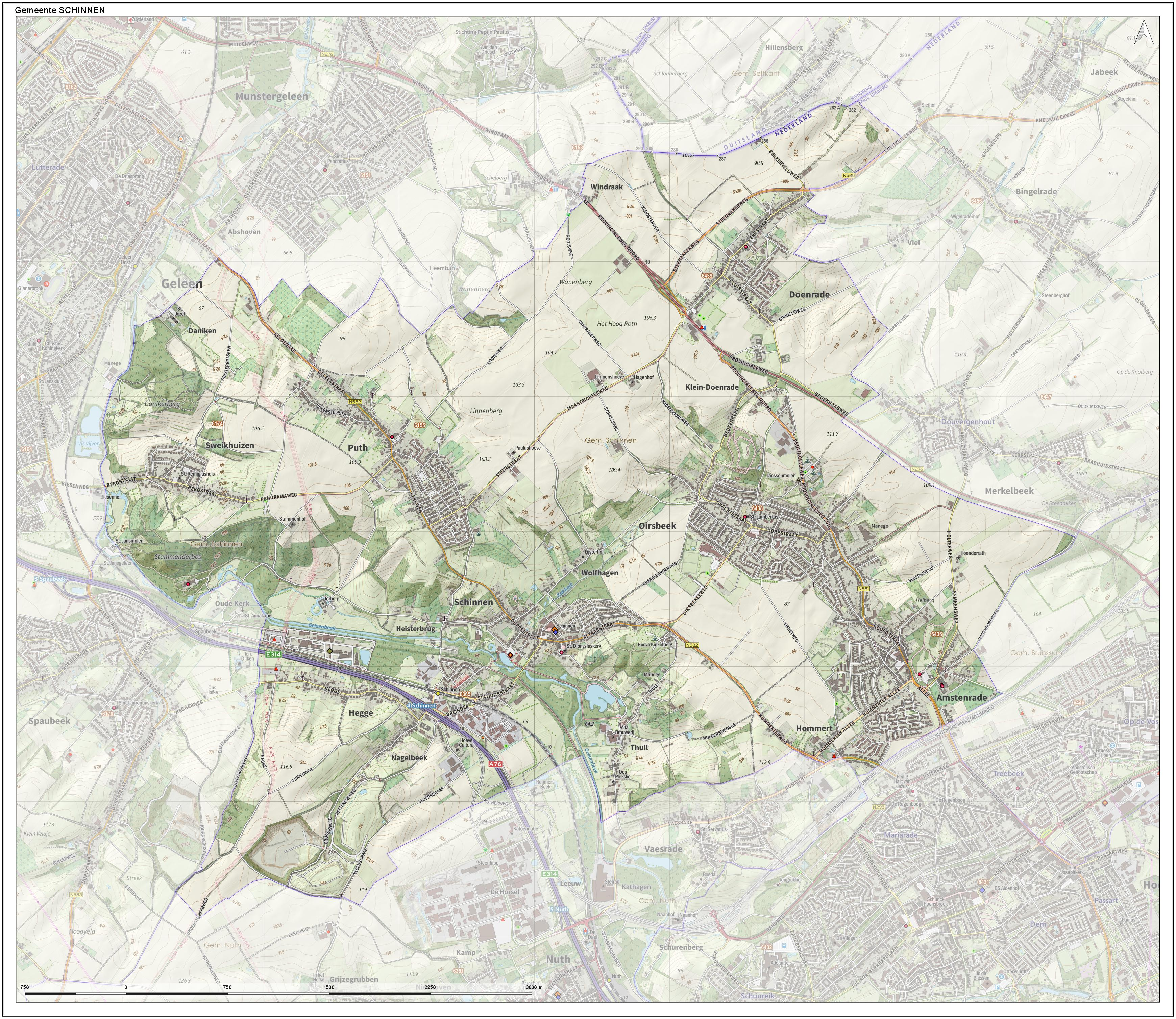
Topografische gemeentekaart van Schinnen, december 2017

Schinnen (uitspraakⓘ) is een voormalige gemeente in Limburg (Nederland), en maakte deel uit van het Heuvelland Noord. Voorheen werd Schinnen tot de Westelijke Mijnstreek gerekend. De hoofdplaats was het gelijknamige kerkdorp Schinnen. Sinds 1 januari 2019 maakt de plaats, samen met Nuth en Onderbanken deel uit van de gemeente Beekdaelen.

## Gemeentefusie
Schinnen is met de naburige gemeenten Nuth en Onderbanken op 1 januari 2019 gefuseerd tot de nieuwe gemeente Beekdaelen.

## Kernen
Tot 1981 was het dorp Schinnen een zelfstandige gemeente. Als gevolg van een gemeentelijke herindeling is Schinnen in het jaar daarna fors uitgebreid. Sindsdien telde de fusiegemeente Schinnen 6 dorpen en 9 buurtschappen en gehuchten, waarvan 3 gedeeltelijk in een andere gemeente zijn gelegen.

### Dorpen en gehuchten
Aantal inwoners per woonkern op 1 januari 2005:
| Nederlandse naam | Limburgse naam | Aantal                            |
| Oirsbeek         | Oësjbik        | 3811 (2013)                       |
| Schinnen         | Sjènne         | 2799 (2013, incl. Thull)          |
| Puth             | Pöt            | 2010 (2013, incl. Daniken)        |
| Amstenrade       | Awstroa        | 2622 (2013, incl. Hommert)        |
| Doenrade         | Doonder        | 1105 (2013, incl. Klein Doenrade) |
| Hommert *        | Hómmert        | 860                               |
| Sweikhuizen      | Zjweikese      | 605 (2013)                        |
| Thull            | Thöl           | 170                               |
| Klein-Doenrade   | Klein-Doonder  | 160                               |
| Daneken **       | Danèke         | 50                                |
| (Bron: CBS)      |                |                                   |

* Gedeeltelijk in de gemeente Heerlen

** Gedeeltelijk in de gemeente Sittard-Geleen.

### Buurtschappen
Naast deze officiële kernen bevinden zich in de gemeente de volgende buurtschappen (geen wijken):

| - Breinder - Daneken (gedeeltelijk) - Hegge - Heisterbrug | - Nagelbeek - Wintraak (gedeeltelijk) - Wolfhagen - Krekelberg |

## Geografie
De voormalige gemeente Schinnen vormde een landelijke gemeente in een heuvelachtig landschap. Samen met de voormalige gemeenten Onderbanken en Nuth die samen opgegaan zijn in de gemeente Beekdaelen vormt het de landelijke barrière tussen de stedelijke gebieden van Parkstad Limburg en de Westelijke Mijnstreek. Wel hoort de gemeente Beekdaelen sinds 1 januari 2019 tot de regio Parkstad Limburg.
| Aangrenzende gemeenten | Aangrenzende gemeenten | Aangrenzende gemeenten | Aangrenzende gemeenten | Aangrenzende gemeenten |
| ---------------------- | ---------------------- | ---------------------- | ---------------------- | ---------------------- |
| Sittard-Geleen         |                        | Selfkant (D)           |                        |                        |
|                        |                        |                        |                        |                        |
|                        | Onderbanken            |                        |                        |                        |
|                        |                        |                        |                        |                        |
| Beek                   |                        | Nuth                   |                        | Brunssum Heerlen       |

De gemeente grensde aan de gemeenten Sittard-Geleen en Selfkant in het noorden, Onderbanken, Brunssum en Heerlen in het oosten, Nuth in het zuiden en Beek in het westen.
Het kerkdorp Schinnen kent geen echt winkelcentrum, dit in tegenstelling tot de kerkdorpen Amstenrade en Oirsbeek waar veel meer winkels zijn gevestigd. Zo zijn er in het centrum van het kerkdorp Schinnen de volgende winkels gevestigd: een schoenenspeciaalzaak, sigarenzaak, brood- en banketbakkerij, bloemenzaak, een Coop, een winkel in natuurstenen. Buiten het centrum ligt verder nog een grote sportspeciaalzaak.

## Religie
De voormalige gemeente Schinnen heeft verschillende kerkdorpen binnen haar grenzen. De volgende kerken liggen in de voormalige gemeente Schinnen:
- Kerk van O.L. Vrouw Onbevlekt Ontvangen te Amstenrade
- Sint-Jozefkerk te Doenrade
- Sint-Lambertuskerk te Oirsbeek
- Sint-Petrus Canisiuskerk te Puth
- Sint-Dionysiuskerk te Schinnen
- Sint-Dionysius en Odiliakerk te Sweikhuizen

Daarnaast bevinden zich er diverse wegkruizen en kapelletjes in de gemeente.

## Politiek

### Gemeenteraad
De gemeenteraad van Schinnen bestond uit vijftien leden. Hieronder staat de samenstelling van de gemeenteraad sinds 1998:
| Partij            | 1998 | 2002 | 2006 | 2010 | 2014 |
| Vernieuwingsgroep | 4    | 4    | 5    | 6    | 6    |
| CDA               | 7    | 7    | 5    | 4    | 5    |
| VVD               | 1    | 1    | 1    | 2    | 2    |
| PvdA              | 3    | 2    | 3    | 3    | 2    |
| Totaal            | 15   | 15   | 15   | 15   | 15   |

### Burgemeester
De eerste burgemeester van Schinnen (na de gemeentelijke herindeling in 1982) was Frans Loefen. In 1997 werd hij opgevolgd door Frans Beckers die tot 2006 burgemeester was. Daarna werd Berry Link burgemeester, die op 17 september 2015 werd opgevolgd door waarnemend burgemeester Léon Frissen.

## Monumenten
In de gemeente zijn er een aantal rijksmonumenten, gemeentelijke monumenten en oorlogsmonumenten, zie:
- Lijst van rijksmonumenten in Schinnen (gemeente)
- Lijst van gemeentelijke monumenten in Schinnen
- Lijst van oorlogsmonumenten in Schinnen